# دانييل جيبسون كنولتون
دانييل جيبسون كنولتون (بالإنجليزية: Daniel Gibson Knowlton)‏ هو باحث في تاريخ العصور الكلاسيكية أمريكي، ولد في 14 نوفمبر 1922 في بريستول في الولايات المتحدة، وتوفي بنفس المكان في 11 يونيو 2015.